# کشم (افغانستان)
کشم (به لاتین: Keshem) یک منطقهٔ مسکونی در افغانستان است که در ولسوالی کشم واقع شده‌است.